# Aloha Bowl
L'Aloha Bowl était un match de football américain universitaire qui se tint de 1982 à 2000. Il avait lieu à Honolulu (Hawaii) au Aloha Stadium.
Ce n'était pas le premier bowl universitaire à y être organisé puisque le Pineapple Bowl eut lieu entre 1940 et 1952 et le Poi Bowl entre 1936 à 1945.
L'Aloha Bowl fut créé en 1982, par Mackay Yanagisawa, un sportif originaire de Oahu. À l'exception des années 1983 à 1986, le match fut joué le matin de la Noël à Honolulu. La plupart du temps, il fut sponsorisé par la société Jeep Corporation.
Le bowl demanda initialement en 1981 son accréditation auprès de la NCAA pour le championnat de Division I mais ne le reçu qu'en 1982. Les matchs auront lieu jusqu'en 2000. La fusion des sociétés Jeep et DaimlerChrysler signifie la fin du sponsoring et entraîne la non réédition du bowl en 2001. En 1998 et 1999, l’Aloha Bowl et l’Oahu Bowl se déroulent au cours de la même journée à Honolulu dans le même stade. C'est la première fois de l'histoire des bowls universitaires (en 1998) que deux bowls font partie d'un même programme.
Dès que Jeep a cessé son sponsoring, les organisateurs des deux bowls votent pour un déménagement de l'événement sur le continent américain. L'Oahu Bowl s'installe à Seattle et y est joué pendant deux années,. L' Aloha Bowl envisage de partir à San Francisco mais malheureusement la perte de son accréditation par la NCAA mettra fin à cette éventualité. De plus en  2001, San Francisco reçoit l'organisation d'un autre bowl connu actuellement comme le Fight Hunger Bowl. Les Hawaïens ne restent pas longtemps sans match à la maison puisqu'un nouveau comité se met en place et reçoit en 2002 la certification de la NCAA pour organiser à Noël dans l'Aloha Stadium, un nouveau bowl, l'Hawaii Bowl lequel perdure depuis 2002.

## Palmarès
| Dates            | Vainqueurs       | Scores  | Finalistes     | Conférences           | Assistances |
| ---------------- | ---------------- | ------- | -------------- | --------------------- | ----------- |
| 25 décembre 1982 | Washington       | 21 - 20 | Maryland       | Pac-10 - ACC          | 30.055      |
| 25 décembre 1983 | Penn State       | 13 - 10 | Washington     | Indépendants - Pac-10 | 37.212      |
| 25 décembre 1984 | SMU              | 27 - 20 | Notre Dame     | SWC - Indépendants    | 41.777      |
| 25 décembre 1985 | Alabama          | 24 - 3  | USC            | SEC - Pac-10          | 35.183      |
| 25 décembre 1986 | Arizona          | 30 - 21 | North Carolina | Pac-10 - ACC          | 26.743      |
| 25 décembre 1987 | UCLA             | 20 - 16 | Florida        | Pac-10 - SEC          | 24.839      |
| 25 décembre 1988 | Washington State | 24 - 22 | Houston        | Pac-10 - SWC          | 35.132      |
| 25 décembre 1989 | Michigan State   | 33 - 13 | Hawaii         | Big Ten - WAC         | 50.000      |
| 25 décembre 1990 | Syracuse         | 28 - 0  | Arizona        | Indépendants - Pac-10 | 14.185      |
| 25 décembre 1991 | Georgia Tech     | 18 - 17 | Stanford       | ACC - Pac-10          | 34.433      |
| 25 décembre 1992 | Kansas           | 23 - 20 | BYU            | Big 8 - WAC           | 42.933      |
| 25 décembre 1993 | Colorado         | 41 - 30 | Fresno State   | Big 8 - WAC           | 44.009      |
| 25 décembre 1994 | Boston College   | 12 - 7  | Kansas State   | Big East - Big 8      | 44.862      |
| 25 décembre 1995 | Kansas           | 51 - 30 | UCLA           | Big 8 - Pac-10        | 41.111      |
| 25 décembre 1996 | Navy             | 42 - 38 | California     | Indépendants - Pac-10 | 43.380      |
| 25 décembre 1997 | Washington       | 51 - 23 | Michigan State | Pac-10 - Big Ten      | 44.598      |
| 25 décembre 1998 | Colorado         | 51 - 43 | Oregon         | Big Ten - Pac-10      | 46.451      |
| 25 décembre 1999 | Wake Forest      | 23 - 3  | Arizona State  | ACC - Pac-10          | 40.974      |
| 25 décembre 2000 | Boston College   | 31 - 17 | Arizona State  | Big East - Pac-10     | 24.397      |

## Statistiques par conférences
| Rang | Conférences  | Participations | G-P   |
| ---- | ------------ | -------------- | ----- |
| 1    | Pac-10       | 14             | 5 - 9 |
| 2    | Indépendants | 4              | 3 - 1 |
| 2    | Big 8        | 4              | 3 - 1 |
| 4    | ACC          | 4              | 2 - 2 |
| 5    | Big Ten      | 3              | 2 - 1 |
| 6    | WAC          | 3              | 0 - 3 |
| 7    | Big East     | 2              | 2 - 0 |
| 8    | SEC          | 2              | 1 - 1 |
| 8    | SWC          | 2              | 1 - 1 |

## Statistiques par équipes
| Rang | Participations | G-P   | Équipes |
| ---- | -------------- | ----- | --- |
| 1    | 3              | 2 - 1 | Washington |
| 2    | 2              | 2 - 0 | Boston College, Colorado, Kansas                                                                                                   |
| 3    | 2              | 1 - 1 | Arizona, UCLA, Michigan State |
| 4    | 2              | 0 - 2 | Arizona State |
| 5    | 1              | 1 - 0 | Alabama, Georgia Tech, Navy, SMU, Penn State, Syracuse, Wake Forest, Washington State                                              |
| 6    | 1              | 0 - 1 | BYU, California, Florida, Fresno State, Hawaii, Houston, Kansas State, Maryland, North Carolina, Notre Dame, Oregon, Stanford, USC |

## Meilleurs joueurs
| Années | Joueurs        | Équipes        | Postes |
| ------ | -------------- | -------------- | ------ |
| 1989   | Blake Ezor     | Michigan State | RB     |
| 1994   | Mike Mamula    | Boston College | LB     |
| 1996   | Chris McCoy    | Navy           | QB     |
| 1997   | Rashaan Shehee | Washington     | RB     |
| 1999   | Ben Sankey     | Wake Forest    | QB     |